# Fil rouge (Kabbale)

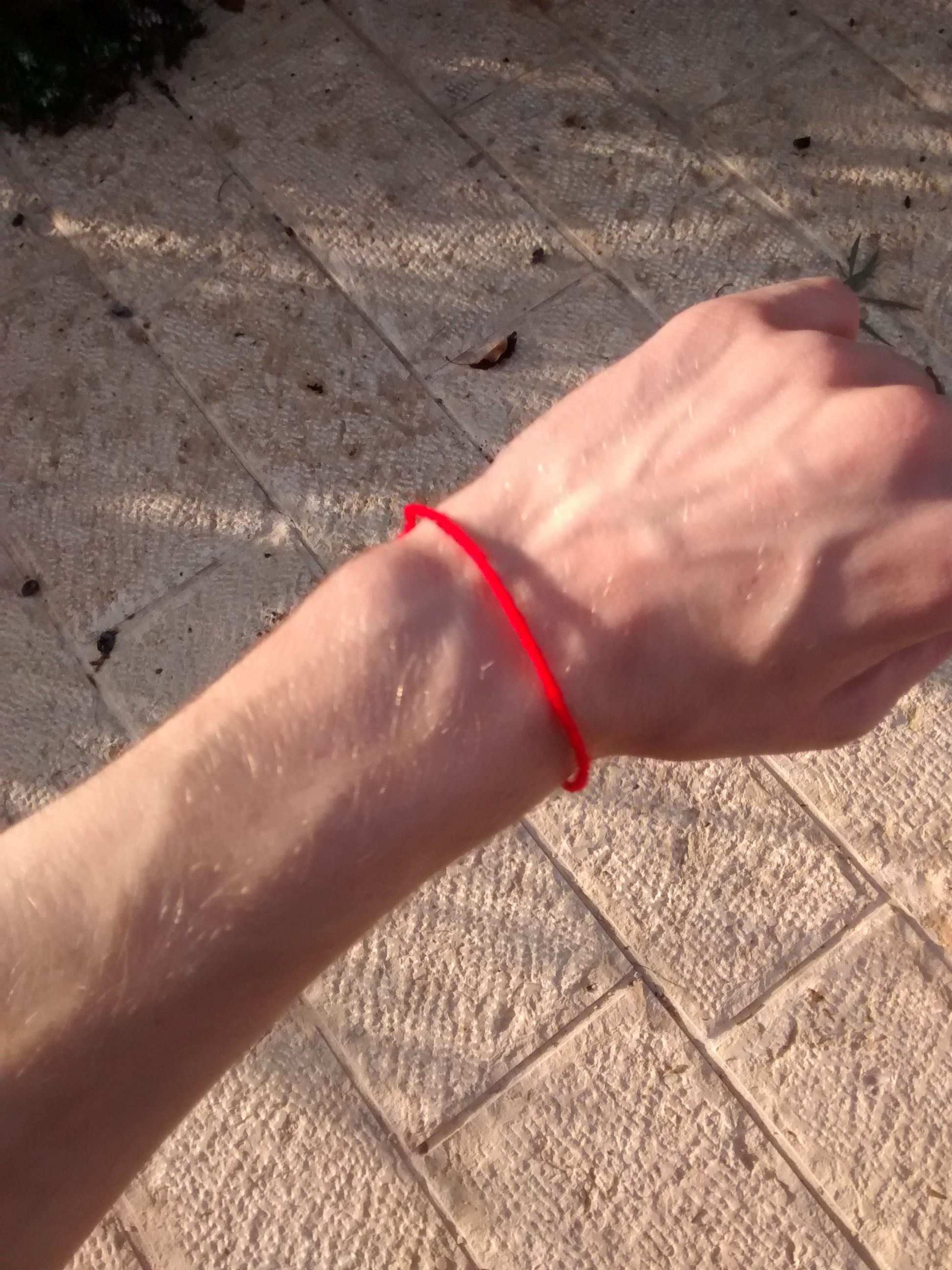
Fil rouge près du Mur des Lamentations à Jérusalem

Le port d'une fine ficelle écarlate ou cramoisie (en hébreu: חוט השני, ḥoutt hasheni) comme une sorte de talisman est une coutume populaire juive qui permet de conjurer le malheur provoqué par le "mauvais œil" (en hébreu : עין הרע). Cette tradition est associée à la Kabbale et aux formes religieuses du judaïsme.
Le cordon rouge lui-même est généralement fabriqué à partir d'un fin fil de laine écarlate. Elle est portée comme un bracelet ou une bande sur le poignet gauche du porteur (compris dans certaines théories kabbalistiques comme le côté récepteur du corps spirituel), nouée sept fois. La personne doit le nouer sept fois tout en prononçant la prière du bracelet kabbalistique.

## Croyances traditionnelles
Les fils rouges autour du poignet sont courants dans de nombreuses croyances populaires ; par exemple, le kalava est une version hindoue. Il n'y a aucune mention écrite dans la Torah, la Halacha ou la Kabbale concernant l'attachement d'une corde rouge autour du poignet. Il semble qu'il s'agisse d'une coutume qui existe depuis au moins le début des années 1900.

## Histoire biblique
Un fil écarlate, noué autour du poignet, est mentionné dans la Genèse 38. Tamar tombe enceinte de son beau-père, Juda, et donne naissance à des jumeaux. Les versets suivants concernant cet événement sont tirés de la Bible (Genèse 38)
27 - Quand elle fut au moment d'accoucher, voici, il y avait deux jumeaux dans son ventre.
28 - Et pendant l'accouchement il y en eut un qui présenta la main; la sage-femme la prit, et y attacha un fil cramoisi, en disant: Celui-ci sort le premier.
29 - Mais il retira la main, et son frère sortit. Alors la sage-femme dit: Quelle brèche tu as faite! Et elle lui donna le nom de Pérets.

30 - Ensuite sortit son frère, qui avait à la main le fil cramoisi; et on lui donna le nom de Zérach.
Ézéchiel 13
17 - Et toi, fils d’homme, dirige ton regard vers les filles de ton peuple qui prophétisent de leur propre initiative, et prophétise contre elles.
18 - Tu diras : Ainsi parle le Seigneur Dieu : Quel malheur pour celles qui cousent des cordelettes à tous les poignets, qui fabriquent des voiles pour les têtes de diverses tailles, afin de capturer des vies ! Vous capturez la vie des gens de mon peuple, et voulez conserver la vôtre ?

19 - Vous me profanez devant mon peuple pour quelques poignées d’orge et quelques morceaux de pain, en faisant mourir des gens qui ne doivent pas mourir, et en faisant vivre ceux qui ne doivent pas vivre ; ainsi vous mentez à mon peuple qui écoute le mensonge.

## Tendance moderne

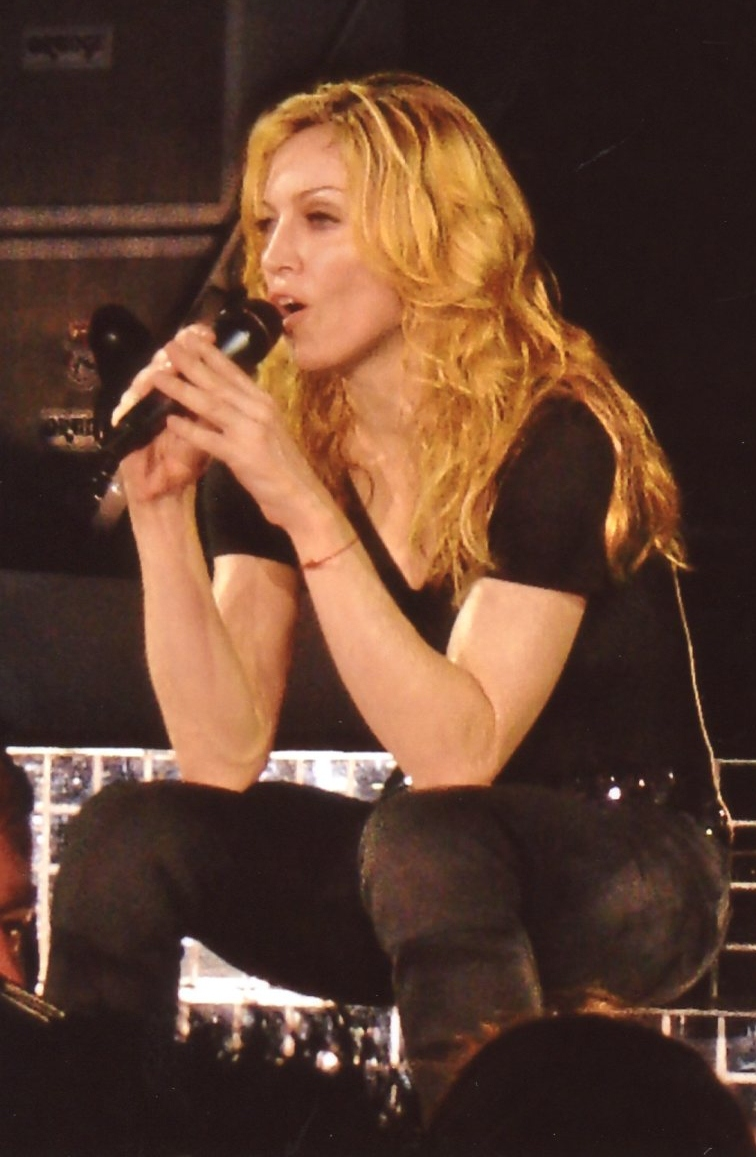
Madonna portant un fil rouge, lors de la tournée « Confessions » en 2006

Aujourd'hui en Israël, il est courant de voir des femmes âgées colporter du fil écarlate pour les pèlerins et les touristes, notamment dans la vieille ville de Jérusalem,. En dehors d'Israël, à la fin des années 1990, le fil rouge est devenu populaire auprès de nombreuses célébrités, y compris de nombreux non-Juifs, dont Madonna et ses enfants, Leonardo DiCaprio, Michael Jackson et Ariana Grande,,,. Cette popularité plus large est souvent liée au controversé Centre de la Kabbale de Philip Berg,.